# Kukucie Wielkie
Kukucie Wielkie (lit. Kukučiai) – opuszczona wieś na Litwie leżąca nad rzeką Birwitą, 2 km od wsi Dzisna.

## Historia
Wieś została opisana w Słowniku geograficznym Królestwa Polskiego. Z opisu wynika, że w 1883 roku wieś Kukucie (Kokucie) Wielkie leżała w powiecie święciańskim guberni wileńskiej Imperium Rosyjskiego. W 10 domach mieszkało tu 109 mieszkańców. 
W okresie międzywojennym wieś leżała w granicach II Rzeczypospolitej w gminie wiejskiej Twerecz, w powiecie święciańskim, w województwie wileńskim. Jej mieszkańcy podlegali pod rzymskokatolicką parafię w Wasiewiczach.